# Богоявленский братский монастырь (Могилёв)
Богоявле́нский бра́тский монасты́рь — православный мужской монастырь существовавший в городе Могилёве с середины XVII по начало XX века. Монастырь был тесно связан с деятельностью существовавшего в то время в городе православного братства.

## История монастыря
Причиной появления в Могилёве ещё одного монастыря послужили события 1618 года, когда протестующие против насильственного насаждения унии жители не впустили в город известного униатского епископа Иосафата (Кунцевича), затворив перед ним городские ворота и угрожая ему расправой. Несмотря на то, что после жалобы епископа польскому королю Сигизмунду III специальным декретом все православные церкви в городе были переданы униатам, горожане решили остаться твёрдыми в своей приверженности православию, а в 1620 году «священники могилевские объявили Иосафату, что они по отобрании у них церквей ни в чём не касаются до церквей, а трудами рук своих питаются и его за пастыря не признают». В этой ситуации остро встал вопрос о строительстве новых православных религиозных центров в городе взамен утраченных в противостоянии с униатством.

### Речь Посполитая
Инициатором создания в Могилёве Богоявленского монастыря стало существовавшее в городе с 1597 года при Спасской церкви православное братство, которое на собранные средства приобрело в центре города участок земли для предстоящей постройки. Чтобы хотя бы относительно обезопасить себя от произвола униатов, могилёвское братство обратилось за покровительством и посредничеством к влиятельному виленскому Свято-Духову православному братству и известному поборнику православия князю И. Б. Огинскому. В результате князь признал своей землю, предназначенную для строительства, и передал её в трибунальном суде виленскому братству, от имени которого и была официально начата постройка. Так как в сложившейся ситуации получить разрешение на возведение православного храма от королевской власти и униатской церкви было практически невозможно, жители Могилёва воспользовались тем, что Иерусалимский патриарх Феофан III, возвращаясь из Москвы в Палестину, посетил земли Великого княжества Литовского. 9 мая 1620 года он выдал грамоту с благословением на строительство Богоявленского храма и монастыря, а также утвердил существование училищного братства.
Официальное королевское разрешение было выдано только в 1633 году, после смерти Сигизмунда III, его преемником Владиславом IV. Также выданный привилей даровал монастырю право на печатание книг для школ, которое впоследствии было подтверждено Яном III Собеским и Августом II. Получив в том же 1633 году ставропигию от Константинопольского патриарха Кирилла, монастырь обрёл независимость от местных епископов. Только после этого официального признания на самом высоком уровне духовными и светскими властями права на постройку Богоявленского монастыря смогла появиться грамота от 1635 года о том, что «Виленское Троицкое братство при церкви Святого Духа уступает братству Могилёвский плац князя Яна Огинского, каштеляна Мстиславского». Несмотря на то, что согласно сохранившимся документам храм Богоявления (с двумя приделами — Сошествия Святого Духа и Рождества Богородицы) был заложен 1 августа 1636 года Сильвестром Коссовым, многие историки считают, что на самом деле он был построен между 1619 и 1633 годами, а последующее официальное «заложение» послужило цели лигитимизации давно отстроенной церкви. Так как в синодике монастыря его основателем указан архимандрит Варлаам (Половка), в прошлом — инок Виленского Свято-Духова монастыря, живший в Могилёве с 1634 по 1639 год, то обычно считается, что обитель официально начала действовать именно в эти годы.

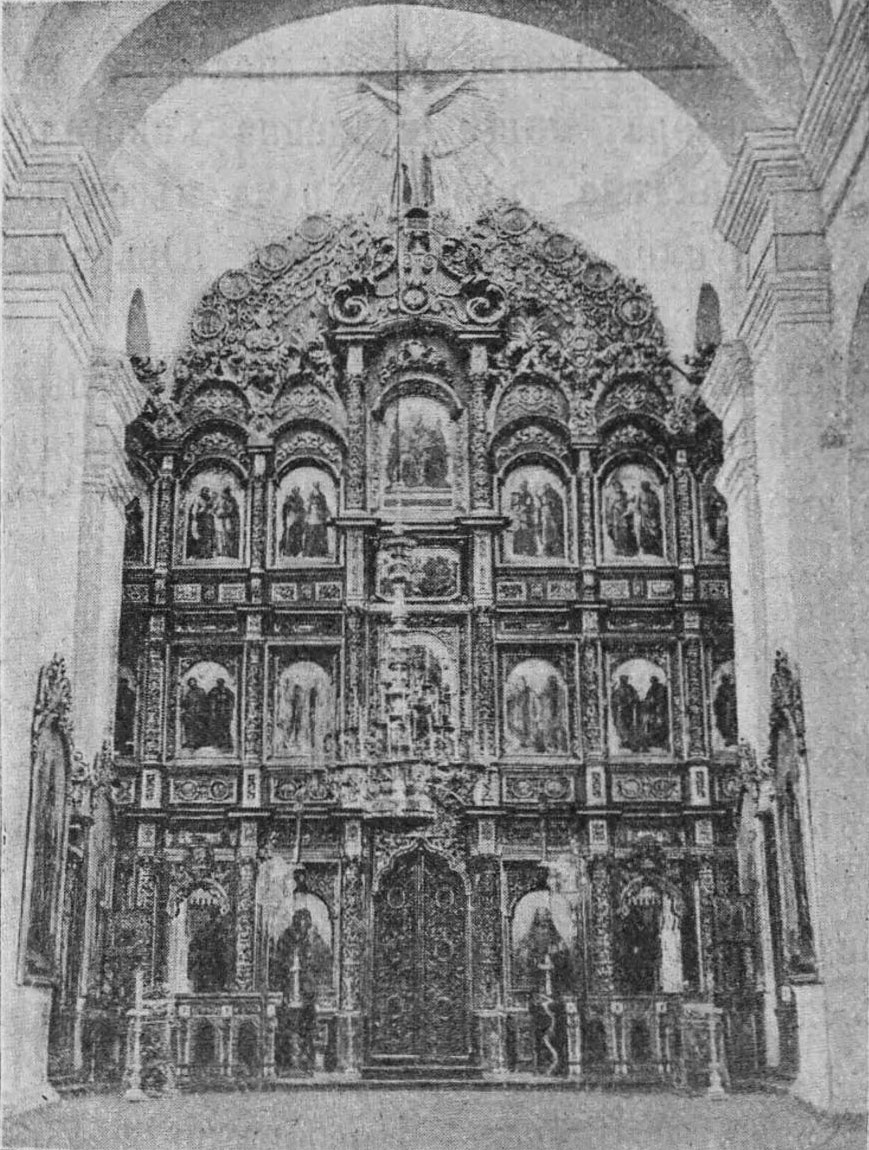
Иконостас Богоявленского храма. 1909 год

Помимо могилёвского братства, пожертвования на его основание сделали многие известные православные меценаты. Так, Ева Соломерецкая (вдова Б. И. Соломерецкого, в девичестве — Корсак), у которой был приобретён исходный участок в центре Могилёва, пожертвовала монастырю 400 коп грошей. В 1637 году ещё один участок земли пожертвовали активные ревнители православия Богдан Стеткевич и его супруга Елена Богдановна. Участок городской территории внёс от себя и Иван Огинский.
Главный Богоявленский храм монастыря был построен в 1633—1636 годах. В середине XVII века была возведена вторая, меньшая церковь, освящённая в честь святого апостола и евангелиста Иоанна Богослова. В 1657 году началось строительство колокольни, дополнившей архитектурный ансамбль монастыря и надолго ставшей одной из высотных доминант архитектурного ансамбля Могилёва наряду с городской ратушей. За время своего существования обитель несколько раз подвергалась разорению. Во время Северной войны в 1708 году шведы разграбили монастырь, забрав из обеих церквей больше 150 различных серебряных предметов. Сильные пожары и разрушения происходили в 1664, 1666, 1748, 1810, 1850 годах. После сильнейшего пожара 1810 года Богоявленский (до 1815 года) и Иоанно-Богословский (до 1828 года) храмы простояли закрытыми. Несмотря на все трудности, каждый раз после подобных происшествий обитель, пользовавшаяся большим уважением православных верующих, восстанавливалась от разорения.
На протяжении XVII—XVIII веков в монастыре была очень велика роль могилёвского братства. Именно братчики распоряжались доходами монастыря, используя их в том числе на ведение широкой просветительской работы среди населения. До 1798 года экономической деятельностью монастыря руководили старосты, избираемые членами братства на 3 года, а игумены занимались только религиозными вопросами. В 1669 году при церкви Иоанна Богослова было учреждено младшее братство, состоявшее из молодых неженатых мужчин и незамужних женщин, «кои вписывались в число братчиков и делали по возможности между собою складки денежныя на церковныя той Церкви надобности». Женатые мужчины и замужние женщины состояли в старшем братстве Богоявленской церкви и также делали пожертвования, которые шли в том числе на содержание училища, госпиталя и типографии.

### Российская Империя

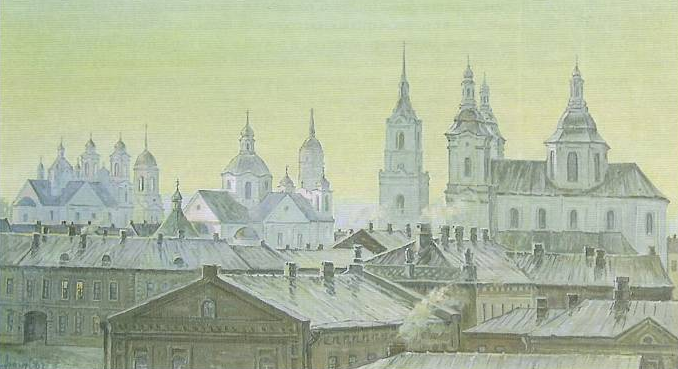
Комаров В. И. «Умытый город». Начало XX века

После раздела Речи Посполитой Богоявленский монастырь был включен в Могилёвскую епархию Русской православной церкви и в 1798 году отнесён по штатам к третьеклассному с учреждением в нём архимандрии. В том же году к нему был приписан Буйничский Свято-Духов монастырь, который находился под управлением архимандрита Богоявленской обители до 1835 года, когда указам Святейшего синода был обращён в женский и снова обрёл самостоятельность. В 1828 году епископ могилёвский Павел (Павлов-Морев) обратился с просьбой к Святейшему синоду ходатайствовать к императору Николаю I о присвоении монастырю второго класса. После того как в том же году просьба была удовлетворена, обитель, кроме повышения своего статуса, обрела право на необходимое количество земель и дополнительное получение из государственного казначейства более 3500 рублей ежегодно. В 1842 году монастырь был причислен к первому классу и снова наделён землёй. К началу XX века в монастыре находились 37 монахов.

### Советское время
После революции в 1918 году монастырь, а в 1928 году и обе церкви были закрыты. В помещении Богоявленского храма располагался филиал Центрального государственного архива Октябрьской революции (ЦГАОР), в Иоанно-Богословском храме — секретный архив. Через год после закрытия обители её игумен Митрофан (Туров) с иеромонахами Тимофеем (Савченко) и Арсением (Томашёвым) организовали в доме на окраине Могилёва подпольный монастырь. В дальнейшем к ним присоединились архимандрит Белыничского монастыря Марк (Сидляр), иеромонахи Илларион (Подопригорье) и Иринарх (Жабыко) из Киева. В 1936 году они были приговорены к различным срокам заключения за тайное совершение крещений и панихид.
После пожара, произошедшего в монастыре в первые дни Великой Отечественной войны, уцелели только каменные стены церквей и колокольня. По мнению комиссии Управления по делам архитектуры при Совете министров БССР, исследовавшей постройки Богоявленской обители в 1945 году, останки обеих церквей подлежали сохранению и реставрации, но после 1952 года они всё же были разрушены. Сейчас на месте монастыря находится жилой массив с детским садом.

### Настоятели монастыря
Игумены
- Севастиан — чёрный поп, в феврале 1656
- Гедеон (Савицкий) — в июле 1686
- Иосиф (Блажевский) — 1775—1783
- Евфимий — 1783—1788
- Ефрем — 1792
- Иоасаф — 1792—1795; архимандрит до 1815

Архимандриты
- Венедикт (Григорович) — (вместе с Иосафатом) — до 1821
- Созонт — 1823—1826
- Арсений (Москвин) — 30 ноября 1827 года переведён во Мценский Петропавловский монастырь
- Гавриил — 30 ноября 1827 года переведён из Мценского Петропавловского монастыря
- Поликарп (Радкевич) — 25 августа 1829—1836, переведён в Смоленский Авраамиев монастырь
- Леонид (Зарецкий) — 1836—1843, переведён из Смоленского Авраамиева монастыря
- Василий — 1843—1847
- Софония (Сокольский) — 1848—1849
- Серафим — 1850—1852
- Иоасафт — 1853—1858
- Павел (Доброхотов) — 29 января 1859 — 26 апреля 1863
- Палладий (Ганкевич) — 26 апреля 1863 — 22 августа 1871
- Александр (Закис) — 10 ноября 1871—1883
- Владимир (Шимкович) — 15 июня 1884—1887
- Мелхиседек (Паевский) — 1905—1907
- игумен Никодим

## Архитектура монастыря

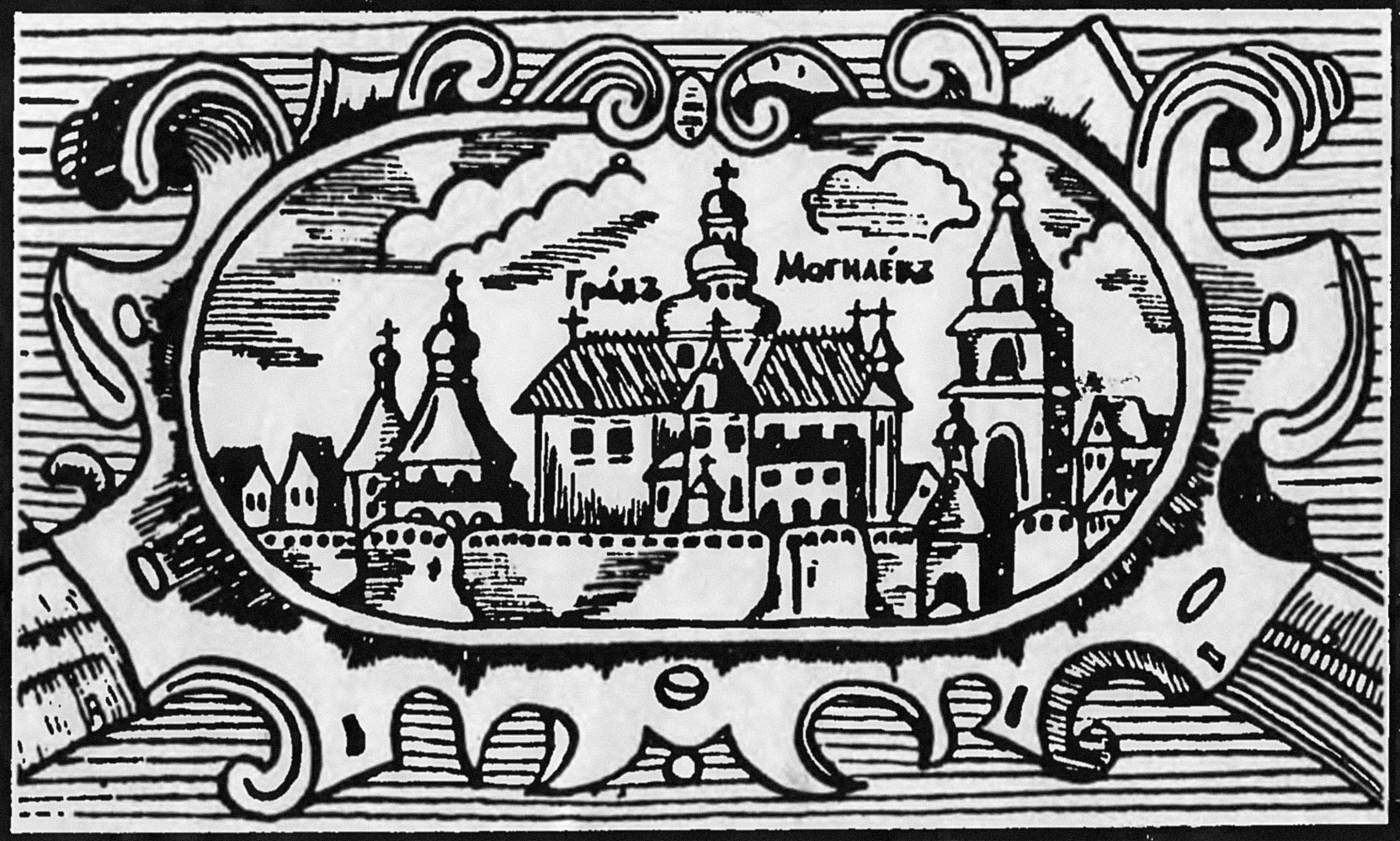
Василий Вощанка
«Градъ Могилевъ», 1702 год

Монастырский двор, на котором располагались постройки Богоявленской обители, представлял собой узкий участок земли неправильной полигональной формы, сильно вытянутый вдоль центральной Шкловской улицы Могилёва. Богоявленская церковь располагалась в его южной части, немного в стороне от остальных зданий, и была правильно ориентирована по оси запад-восток. Несколько северо-восточнее её находился небольшой теплый каменный храм Иоанна Богослова, скорее всего, центрической формы с шатровым покрытием. На кругообразно расположенных внутри этой церкви хорах был дополнительно устроен престол во имя Святителя Николая. Третья, по-видимому трапезная, Всехсвятская церковь была встроена в келейные корпуса монастыря. По периметру монастырского двора размещались настоятельский и жилые корпуса, дом для собраний братства, каменные богадельня и типография. Колокольня находилась на примыкающем к Шкловской улице краю участка. С одной стороны к ней были пристроен каменный дом с двумя погребами и тремя амбарами, с другой — деревянный дом и шесть каменных лавок.
Изданная в 1702 году в братской типографии «Книга житий святых» содержит гравюру с изображением города Могилёва, за авторством Василия Вощанки. По мнению И. Н. Слюньковой, на рисунке показан Богоявленский монастырь в панораме Старого города со стороны Шкловского предместья. В центре изображён Богоявленский храм, справа — колокольня, слева — Иоанновская церковь. Атрибуция второй шатровой постройки, показанной слева на рисунке, вызывает определённые сомнения: возможно, это алтарная часть церкви Иоанна Богослова, возможно — трапезная Всехсвятская церковь. В нижней части гравюры показаны укрепления Могилёвского замка с Королевской брамой.

### Богоявленская церковь

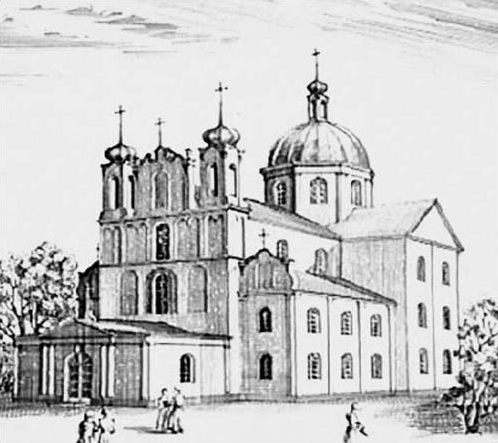
Богоявленский храм на рисунке XIX века

Богоявленский храм монастыря представлял собой крупную трёхнефовую крестово-купольную базилику. Двухбашенный многоярусный портал обрамлял только центральный неф, а два боковых крыла здания завершались невысокими фронтонами. Основной высотной доминантой здания был купол, без наложения на неё других высотных деталей, благодаря чему достигался эффект целостности многобашенной и многообъёмной композиции здания. Все три нефа заканчивались полукруглыми апсидами. Перед главным входом был пристроен невысокий притвор-барбакан. Такое взаимодействие объёмно-пространственных форм здания вносит в его образ устойчивые ступенчато-пирамидальные мотивы.
К художественным особенностям храма специалисты относят объёмно-пространственную композицию, исполненную в духе классицизма с минимальным использованием изогнутых линий и форм в стиле барокко. При этом в построении фасада главного нефа, оформленного горизонтальными рядами арочных ниш, прослеживаются мотивы ренессанса, унаследованные от традиции православного храмостроения предыдущего столетия. Некоторые исследователи характеризовали Богоявленский храм как церковь в смешанном итальянском стиле XVI века.
Известно, что храм строился «по образцу» киевской братской Богоявленской церкви, недавно отстроенной после пожара 1615 года. После вторичной перестройки в 1690-х годах внешний вид киевской церкви кардинально изменился, и сходство с «образцом» было утрачено. По мнению И. Н. Слюньковой, наиболее близким аналогом могилёвской церкви, по своим композиционным, планировочным и конструктивным решениям, на сегодняшний день является храм Виленского Свято-Духова монастыря, построенный примерно в одно с ней время.

## Могилёвская братская типография

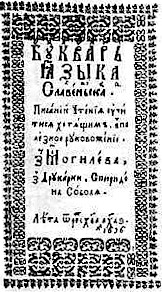
«Букварь языка словенска». 1636 год

Получив в 1633 году от Владислава IV привилей на право печатания учебных и других книг на западнорусском, греческом, латинском и польском языках, братство активно приступило к обустройству собственной типографии. У её истоков стоял видный белорусский печатник Спиридон Соболь, работавший в ней с 1636 по 1638 год, издав здесь в том числе в 1636 году «Букварь языка словенска».
Расцвет типографии пришёлся на конец XVII — начало XVIII века, когда её возглавлял Максим Вощанка. В это время были изданы: «Псалтырь» и «Акафисты и каноны» (оба 1693), «Молитвословец» (1695), «Часослов» (1697), «Евангелие учительное» (1697) и «Перло многоценное» (1699) Кирилла Транквиллиона Ставровецкого, «Диоптра» (1698), «Небо новое» Иоаникия Галятовского (1699) и другие книги. Многие из них выдержали не одно издание. Помимо самого Максима Вощанки, печатниками и гравёрами в типографии работали Василий Вощанка (его сын), Фёдор Ангилейко.
Типография сыграла значительную роль в распространении просвещения на территории Белоруссии.

## Могилёво-Братская икона Божией Матери

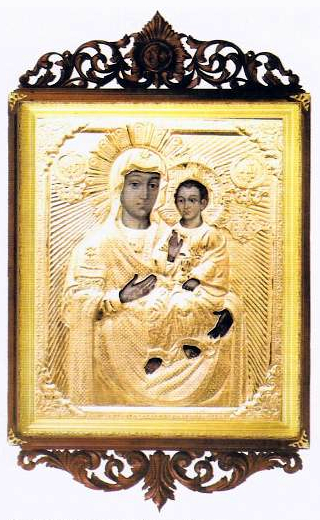
Могилёво-Братская икона

На протяжении всей его истории монастырь хранил чудотворную икону Божией Матери, называемою Братской.
Согласно устоявшейся церковной традиции, известно три случая, когда Богородица своим заступничеством через этот образ спасла город от неминуемой погибели. Первое чудо, связанное с явлением иконы, произошло 19 марта 1655 года во время осады города войсками Речи Посполитой под командованием гетмана Великого княжества Литовского Януша Радзивилла, когда икона, изливая слёзы по молитве перед ней, спасла город от взрыва порохового заряда, который должен был разрушить городские укрепления. В другой раз почитаемый образ Богоматери в 1708 году уберёг горожан от расправы князя Меньшикова, который задумал отомстить Могилёву за избиение «москвитян» в 1661 году. По преданию, когда князь стоял в Богоявленском храме перед чудотворной иконой, он был внезапно повержен на землю, после чего устрашённый и смущённый этим знаком Божьего гнева уже не замышлял ничего против города и его жителей. В третий раз икона спасла город от пожара в 1910 году, когда ветер понес пламя загоревшегося предместья Луполово в сторону центра города, Воскресенской церкви и Богоявленского монастыря. После того как горожане вынесли икону Пречистой Девы на охваченные огнём улицы, ветер, внезапно изменив направление, понес пожар прочь от городского центра. Как всегда бывает в случае чудотворных образов, сохранилось множество документированных свидетельств чудесных исцелений перед Могилёво-Братской иконой Божией Матери.
Почитаемая икона благополучно пережила все перипетии сложного для православия XX века, уцелев в том числе при гибели Богоявленского братского монастыря, и, по состоянию на 2003 год, находилась в главном городском храме — Соборе во имя Трёх Святителей.

## Женский монастырь
Через некоторое время после основания мужского монастыря братство основало женский («паненский») монастырь, размешавшийся по другую сторону улицы и не имевший собственного храма.